# Kenji Nagai
Kenji Nagai (長井 健司, Nagai Kenji), eigenlijk naam Ken Osamu Nagai (Imabari (Japan), 27 augustus 1957 - Yangon (Myanmar), 27 september 2007), was een videojournalist uit de stad Imabari in de Japanse prefectuur Ehime. Nagai, die de functies van cameraman en verslaggever in zich verenigde, stond als internationaal correspondent voor de Aziatische regio onder contract bij het Tokiose foto- en video-persbureau APF News.

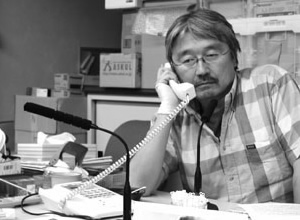
Ken Osamu Nagai

Op 27 september 2007 werd hij tijdens de uitoefening van zijn beroep, terwijl hij in de straten van Yangon, de voormalige hoofdstad van Myanmar, anti-regeringsbetogingen van boeddhistische monniken en burgers filmde, door een soldaat van de regerende junta van nabij neergeschoten. Nagai bleef doorfilmen terwijl hij gewond op de grond lag, maar bezweek kort daarna aan zijn verwondingen.

## Biografie
Nadat de jonge Kenji Nagai zijn middelbareschooldiploma behaald had aan de Ehime prefecturale school van Imabari-West, verhuisde hij naar de Japanse hoofdstad voor een voortgezette studie aan het Tokyo College of Economics. Daarna studeerde hij nog een jaar in de Verenigde Staten.
Na zijn terugkeer in Japan werkte hij in verschillende deeltijdbanen voordat hij definitief besloot tot een carrière als freelance journalist.
Vanaf 1997 stond hij als zodanig onder contract bij het APF News persbureau (met kantoren in Tokio en Akasaka).
Nagai stak naar eigen zeggen altijd zijn vinger op "als er niet iemand naar de plaatsen ging waar iedereen het liefste wegbleef". Met andere woorden, als niemand ter plaatse beeldmateriaal wilde verzamelen over de Palestijnse intifada, de oorlog in Irak, bombardementen in Afghanistan, enzovoort, dan voelde Nagai zich geroepen daar juist wel heen te reizen om "de essentie van oorlog in beelden te vangen".

## Laatste video-opnamen
Op 25 september 2007 arriveerde Nagai in Myanmar om er beeldmateriaal te verzamelen over de betogingen tegen het militaire bewind.
Op donderdag 27 september filmde hij nietsvermoedend een demonstratie in de buurt van het Trader Hotel, slechts enkele huizenblokken verwijderd van de Sule pagode in het centrum van Yangon, toen hij van dichtbij werd gedood door kogels uit het geweer van een soldaat van de zogenaamde veiligheidstroepen, die het vuur op de demonstranten hadden geopend. Daarbij raakte ook een andere buitenlandse journalist gewond.

## Leugens, onderzoek, waarheid
Aanvankelijk beweerden Myanmarese regeringswoordvoerders dat Nagai nooit door regeringstroepen kon zijn gedood, omdat de kogels die hem troffen uit een andere richting kwamen dan waar de soldaten zich bevonden en dat ze bovendien al waren afgevuurd nog voordat de veiligheidstroepen het vuur openden.
Maar toen het commerciële Japanse Fuji Television over beelden bleek te beschikken, waarop het incident vanuit twee verschillende richtingen was vastgelegd, werd snel duidelijk dat het wel degelijk een regeringssoldaat was die hem van zeer nabij opzettelijk neerschoot en bleek de Myanmarese voorstelling van zaken onhoudbaar.
De politie van Tokio zou later, na onderzoek, een verklaring uitgeven waaruit bleek dat de kogel die Nagai fataal geworden was ter hoogte van het middel van links naar rechts door zijn buik was gegaan en op zijn weg door het lichaam met name de lever ernstig had beschadigd, hetgeen leidde tot een massieve bloeding die hem uiteindelijk fataal was geworden.